# Jerzy Pisulski
Jerzy Pisulski (ur. 30 lipca 1971 w Jaworze) – polski kulturysta, mistrz Polski, Europy i świata w kulturystyce klasycznej. Zwycięzca Arnold Amateur Classic w kategorii do 175 cm oraz w kategorii open. Reprezentant jaworskiego klubu TKKF Piast. Pracuje jako policjant w stopniu aspiranta sztabowego w Komendzie Powiatowej Policji w miejscowości Jawor w województwie dolnośląskim. Z wykształcenia jest technikiem ekonomistą.

## Kariera sportowa
Karierę sportową rozpoczął w 1989 roku. Jego pierwszym trenerem był Włodzimierz Sabat, dzięki któremu Jerzy zdobył pierwsze miejsce w kategorii juniorów do 80 kg.
W 1992 roku zajął 3. miejsce na Mistrzostwach Polski Juniorów, natomiast w 2006 rozpoczął karierę w kategorii kulturystyki klasycznej, która zapoczątkowała dalszą karierę Jerzego.
- 2006 World Amateur Championships - IFBB, Classic Tall, 6 miejsce[1]
- 2007 World Amateur Championships - IFBB, Classic Tall, 10 miejsce
- 2008 European Amateur Championships - IFBB, Classic Tall, 1 miejsce
- 2008 World Amateur Championships - IFBB, Classic Tall, 5 miejsce
- 2009 World Amateur Championships - IFBB, Classic Tall, 5 miejsce
- 2010 World Amateur Championships - IFBB, Classic Tall, 2 miejsce
- 2011 Amateur Olympia - IFBB, Light-HeavyWeight, 6 miejsce
- 2011 Amateur Olympia - IFBB, Classic Tall, 2 miejsce
- 2011 Arnold Amateur - IFBB, Classic Tall, 1 miejsce